# Sexo Frágil
Sexo Frágil é uma série de televisão brasileira do gênero de humor produzida pela TV Globo e exibida de 17 de outubro de 2003 a 6 de agosto de 2004, nas noites de sexta-feira.  Teve um total de 20 episódios.
A ideia da série surgiu através de um quadro exibido dentro do programa Fantástico. A série foi criada por Luis Fernando Verissimo e adaptada por Guel Arraes.
A série foi reapresentada pelo canal fechado Viva, sábados, meia-noite e domingos às 18h.

## Escrito por

### Primeira temporada
Cláudio Paiva, Guel Arraes, João Falcão, André Laurentino, Juca Filho, Mauro Wilson, Péricles Barros, Adriana Falcão, Marcelo Rubens Paiva e Antônio Prata. Redação final: João Falcão.

### Segunda temporada
Adriana Falcão, João Falcão, André Muhle, Flávia Lacerda, Kiti Tassis, André Laurentino, Mariana Veríssimo, Marcelo Rubens Paiva e Alexandre Machado. Redação final: João Falcão.

## Elenco
- Bruno Garcia .... Alex / Vilminha
- Lázaro Ramos .... Fred / Priscila / Malu
- Lúcio Mauro Filho .... Beto / Gertrudes / Lorena
- Wagner Moura .... Edu / Magali
- Zéu Britto .... Carniça / Heloisa (Dinorá)

### Participações especiais
- André Arteche
- Ricco Viana
- Wendel Bendelack
- Álvaro Bernardes
- Arley Veloso
- Damião Vieira
- Fernando Vianna
- George Martins
- Thiago Fragoso .... Soraya / Ana Paula
- Dado Dolabella .... Gerônimo
- Vladimir Brichta .... Paulão / Valentina / Renato
- Caio Junqueira ... Ricardinha
- Aramis Trindade .... Roberto Carlos / Maria Bethânia
- Edmílson Barros
- Leo Jaime
- Felipe Koury
- Derrick Green
- Rodrigo Fagundes

## Episódios

### 1ª Temporada
Direção: João Falcão e Flávia Lacerda / Direção geral: João Falcão
1. Já não somos os mesmos - 17 de outubro de 2003
2. O dia da caça - 24 de outubro de 2003
3. Almas gêmeas - 31 de outubro de 2003
4. Vapor barato - 7 de novembro de 2003
5. Hoje é dia de jogo - 14 de novembro de 2003
6. Minha vida não é um sitcom - 21 de novembro de 2003
7. Quem vai ficar com Soraya? - 28 de novembro de 2003
8. A fonte da juventude - 5 de dezembro de 2003
9. Para que serve um homem? - 12 de dezembro de 2003
10. Direito de resposta - 19 de dezembro de 2003

### 2ª temporada
Direção: Flávia Lacerda / Direção geral: João Falcão
1. Um programa pequeno demais para nós todos - 4 de junho de 2004
2. Encontros e desencontros - 11 de junho de 2004
3. Pai herói - 18 de junho de 2004
4. A grande chance - 25 de junho de 2004
5. Tudo ou nada - 2 de julho de 2004
6. Como dar o fora - 9 de julho de 2004
7. Nasce uma estrela - 16 de julho de 2004
8. O ciúme - 23 de julho de 2004
9. As mulheres que dão pra gente - 30 de julho de 2004
10. Último capítulo - 6 de agosto de 2004